# Шатаны
Шатаны (белор. Шатаны) — белорусские мифологические персонажи, описанные Николаем Никифоровским в работе «Нечистики. Свод простонародных в Витебской Белоруссии сказаний о нечистой силе». В академическом пятитомнике «Славянские древности» эти персонажи не упоминаются. В «Мифологическом словаре» слово «шатана» приведено как синоним сатаны.

## Описание
Шатаны, по мнению Н. Никифоровского, — нейтральные персонажи, которые не несут зла, но и не славятся добрыми делами. Они выступают как символы безделья (бел. гультайства), чёрствости и назойливости. В белорусской мифологии Шатаны известны как существа, ведущие совершенно бестолковый и бесполезный образ жизни. Пользы от этих существ никакой. Шатаны могут целыми днями бесцельно бродить по дорогам, полям, лесам, не делая ничего полезного.

## Образ жизни
Эти существа очень приставучие и постоянно отвлекают других от работы. Шатаны могут прицепиться к человеку и склонять его к такому же бессмысленному шатанию.
В белорусском фольклоре говорится, что злые мифологические персонажи (например, Ведьма) дразнят Шатанов. Так как Шатаны ещё и трусливые существа - они прячутся или убегают от своих обидчиков. Случается, что Шатаны гибнут от шалостей и нападений злых духов и существ.
Когда Шатаны устают от постоянного хождения, они иногда плетут лапти и делают себе трости. Лапти быстро стираются, а трости ломаются от постоянно бесполезного шатания.
Характеры у Шатанов скверные. Между собой Шатаны не общаются и в случае беды не приходят друг другу на помощь.